# 武赫萊達爾戰役
武赫萊達爾戰役（烏克蘭語：Бої за Вугледар）或称乌格列达尔战役（俄语：Бои за Угледар），是2022年俄羅斯入侵烏克蘭期间乌克兰东部攻势的一场军事交战。俄軍和頓涅茨克人民軍在控制了沃尔诺瓦哈市后，在靠近前線的矿业城市武赫萊達爾对乌克兰軍隊进行了军事行动。经过两年多的鏖战，2024年秋季攻势中俄军最终占领了武赫莱达尔。

## 背景
2022年3月初，俄罗斯和頓涅茨克人民共和國部队占领了沃尔诺瓦哈，并开始加强对马里乌波尔的围攻，与扎波罗热州的部队联系并有效地占领了乌克兰南部的大部分地区。 在沃尔诺瓦哈以北的武赫萊達爾，乌克兰军队准备防御，因为俄罗斯军队于3月13-14日集结部队來攻击该镇。 前线在3月末和4月初都停滞不前。

## 外围战斗
4月6日，俄罗斯军队炮击了武赫萊達爾的一个人道仓库，造成2人死亡、5人受伤。 第二天，俄罗斯对武赫萊達爾和周边定居点的袭击造成了多于一人受伤。 5月3日，俄罗斯炮击杀死了三名在寻找饮用水的平民。 俄罗斯和頓涅茨克人民共和國部队也在5月16日对武赫萊達爾和庫拉霍韋发动了进攻，但没有成功。 整个6月，大部分的战斗都停留於旷日持久的空战和炮战。 一名乌克兰士兵在战斗中丧生。  6月23日，俄軍的侦察部队被乌克兰士兵发现，损失惨重。 俄罗斯军队在整个6月的剩余时间里繼續炮击武赫萊達爾。 
在整个7月的大部分时间里，武赫萊達爾附近都发生了零星的炮击和偶尔的攻势。俄罗斯和頓涅茨克人民共和國的部队在7月12和18日尝试了两次突破，但均以失败告终。   8月10日，俄罗斯军队猛烈炮击武赫萊達爾和周围的定居点，并试图发动进攻但都失败。 
8月14日，亲俄的Telegram频道和俄罗斯官方媒体称，在成功反攻后，頓涅茨克人民共和國和俄罗斯军队突破了武赫萊達爾附近的乌克兰防线。俄罗斯官方媒体还声称，前四天的袭击已经使该地区的乌克兰军队筋疲力尽，造成大量人员和设备损失。 
8月27-28日，俄罗斯军队在頓涅茨克市西部和西南部向武赫萊達爾的方向发动了有限的地面攻击，同时对馬林卡（顿涅茨克市以西15公里、武赫莱达尔以北）发动了进攻 。
2023年2月初，以第155海军陆战旅为主的俄军再次向乌军阵地发起进攻，结果因进入雷区以及遭乌军炮兵以无人机修正炮火打击损失惨重早前于2022年11月，该旅就因在此对乌军发动进攻被击退而蒙受重大损失。社交媒体上亲俄宣传分子将这次惨败与俄军在北顿涅茨河战役中的失败相提并论，并斥责俄军指挥官为“傻瓜”。俄軍訊問了當地官兵，承認此次戰敗讓部隊受到一定損失，但他們指稱傷亡情況被「過度誇大」，並指可能是烏軍的輿論戰，試圖安撫情況。

## 攻城战
2024年8月下旬 ，俄罗斯重启了对武赫莱达尔战役的进攻行动，对该市的轰炸显著增加，同时向该市方向发动了大规模装甲攻击。乌克兰第72机械化旅表示，这些攻击“是一年多来最密集、火力最强大的攻击之一”。俄罗斯消息人士称，9月1日前，俄军已经夺取了武赫莱达尔东北1号煤矿周围的阵地。
据报道，9月3日，俄军占领了武赫莱达尔以西的普雷奇斯蒂夫卡，一队装甲车开进村庄，进入武赫莱达尔东北部的沃达内。 9月8日，俄军占领了沃达内，使他们从东北方向更接近武赫莱达尔。据报道，在武赫莱达尔的一些防御士兵被转移到波克罗夫斯克附近的前线。
到9月22日，乌军面临的包围威胁进一步加剧，俄军继续从四面八方向该城挺进，占领了通往该城的最后一个入口。一位乌克兰军事分析人士表示，武赫莱达尔“实际上已被包围”，“可能在几天内陷落”。俄军在接下来的几天里开始猛攻武赫莱达尔，从东面进入城市，并加大了对城市的滑翔炸弹攻击力度。与此同时，在武赫莱达尔旅的局势日益恶化的情况下，72旅指挥官被调到了另一个职位。
截止9月30日，俄军从普雷奇斯蒂夫卡和巴甫利夫卡北部沿武赫莱达尔东北部西翼进一步推进，从西部进入该城，进一步对武赫莱达尔中部剩余的乌克兰部队施加压力，并威胁要对其实施全面包围。 守军中一名乌克兰士兵谈到了物资和食物的减少，以及城市的近距离包围迫使他们不得不动用小批士兵逃离武赫莱达尔，而这些行动造成的伤亡代价高昂。
10月1日，顿涅茨克州军事管理局局长瓦迪姆·费拉什金（Vadym Filashkin）报告说，俄罗斯军队正在市中心作战。同日，中立信源Suriyak显示，俄军已经完全占领该市。
10月3日，俄罗斯国防部报告称，俄军已成功解放了乌戈列达尔。

## 影响和结果
2024年11月，战争研究所（ISW）指出，俄军夺取乌戈列达尔后，俄方可在库拉霍沃以南地区取得战术优势，以切断乌克兰在顿涅茨克州西部的突出部。
乌克兰安全与合作中心主席谢尔盖·库赞表示，占领乌戈列达尔的俄罗斯武装部队将使库拉霍沃的防御变得更加困难，库拉霍沃可能夹在从乌格莱达尔推进的俄罗斯武装部队部队和从乌格莱达尔推进的俄罗斯武装部队之间。
2024年11月，顿涅茨克人民共和国（DPR）领导人丹尼斯·普希林视察了的乌戈列达尔，并评估该市遭到的破坏非常严重，称几乎不可能找到整栋建筑。